# جاستن فوكس
جاستن فوكس (بالإنجليزية: Justin Fox)‏ هو صحفي أمريكي، ولد في 28 يناير 1964.

## وصلات خارجية
- جاستن فوكس على موقع إن إن دي بي (الإنجليزية)